# Il forte del massacro
Il forte del massacro (Fort Massacre) è un film del 1958 diretto da Joseph M. Newman.
È un western statunitense con Joel McCrea, Forrest Tucker e Susan Cabot.

## Trama
Durante un'imboscata degli Apache, una pattuglia della cavalleria statunitense viene quasi interamente sterminata. Con la morte del comandante, il sergente Vinson assume il comando dei pochi sopravvissuti. Deciso a raggiungere Fort Crane, distante centinaia di miglia, Vinson guida il gruppo attraverso territori ostili. Manda in avanscoperta il soldato Travis e lo scout indiano Pawnee, i quali scoprono un accampamento nemico presso un vitale punto d’acqua. Senza alternative, Vinson ordina un attacco contro gli Apache, che si conclude con una difficile vittoria. Tuttavia, l’esecuzione a sangue freddo di un nemico arresosi scuote profondamente la fiducia dei suoi uomini. Proseguendo il viaggio, il gruppo incontra i soldati Tucker e Moss, unici sopravvissuti a un altro attacco Apache alla colonna principale dell'esercito. Travis scopre anche che il sergente, anni prima, aveva perso la moglie e i figli in un raid e nutre da allora un odio viscerale verso gli Apache.
Il viaggio li conduce a un punto di sosta dove incontrano Charlie e sua moglie Adele , in affari con un giovane guerriero apache, Moving Cloud. Vinson cattura il ragazzo ma poi lo scout Pawnee viene ucciso in un combattimento corpo a corpo con il prigioniero che fugge.
Vinson porta, quindi, i suoi uomini in un pueblo abitato da un anziano Paiute e dalla sua giovane nipote. Quando un drappello di Apache arriva, scoppia un conflitto in cui molti cadono, tra cui i soldati Schwabacker, Pendleton e McGurney. Alla fine, sopravvivono solo Vinson, Travis, il soldato Collins e il vecchio Paiute. Nel confronto finale emergono tensioni profonde tra disciplina militare, vendetta personale e onore. L’epilogo sarà la conseguenza estrema del dolore trasformato in ossessione nell'animo di Vinson e del senso del dovere del giovane Travis.

## Produzione
Il film, diretto da Joseph M. Newman su una sceneggiatura di Martin Goldsmith, fu prodotto da Walter Mirisch tramite la Mirisch Corporation (compagnia fondata dai fratelli Walter, Marvin e Harold Mirisch) e girato a Gallup e nel Red Rock State Park a Church Rock, in Nuovo Messico, e a Kanab, nello Utah, dal 9 ottobre 1957. Per le riprese con gli indiani furono utilizzate come comparse alcuni nativi della tribù dei Navajo del Nuovo Messico.

## Distribuzione
Il film fu distribuito con il titolo Fort Massacre negli Stati Uniti nel maggio 1958 (première a Los Angeles il 14 maggio 1958) al cinema dalla United Artists.
Altre distribuzioni:
- in Finlandia il 1º agosto 1958 (Surmanpartio)
- in Svezia l'8 settembre 1958 (Fort Massacre)
- in Danimarca il 24 novembre 1958 (Fort Massakre)
- in Germania Ovest il 28 novembre 1958 (Die Letzten der 2. Schwadron)
- in Austria nel gennaio del 1959 (Die Letzten der 2. Schwadron)
- in Belgio il 6 febbraio 1959
- in Francia il 22 luglio 1959 (Fort Massacre) (Sergent Vinson)
- in Giappone il 9 luglio 1960
- in Iran il 4 aprile 1962
- in Brasile (Forte Massacre)
- in Grecia (To ohyro tis megalis sfagis)
- in Iran (Ghale koshtar)
- in Italia (Il forte del massacro)
- nei Paesi Bassi (De vuist van satan)
- nei Paesi Bassi (Het duivelsfort)

## Critica
Secondo il Morandini è un "film di routine con velleità psicologiche mal riposte".

## Promozione
La tagline è: THE WEST'S MOST SAVAGE STORY OF HATE, PRIDE AND CUNNING!.